# Ovoid (Gestaltungselement)

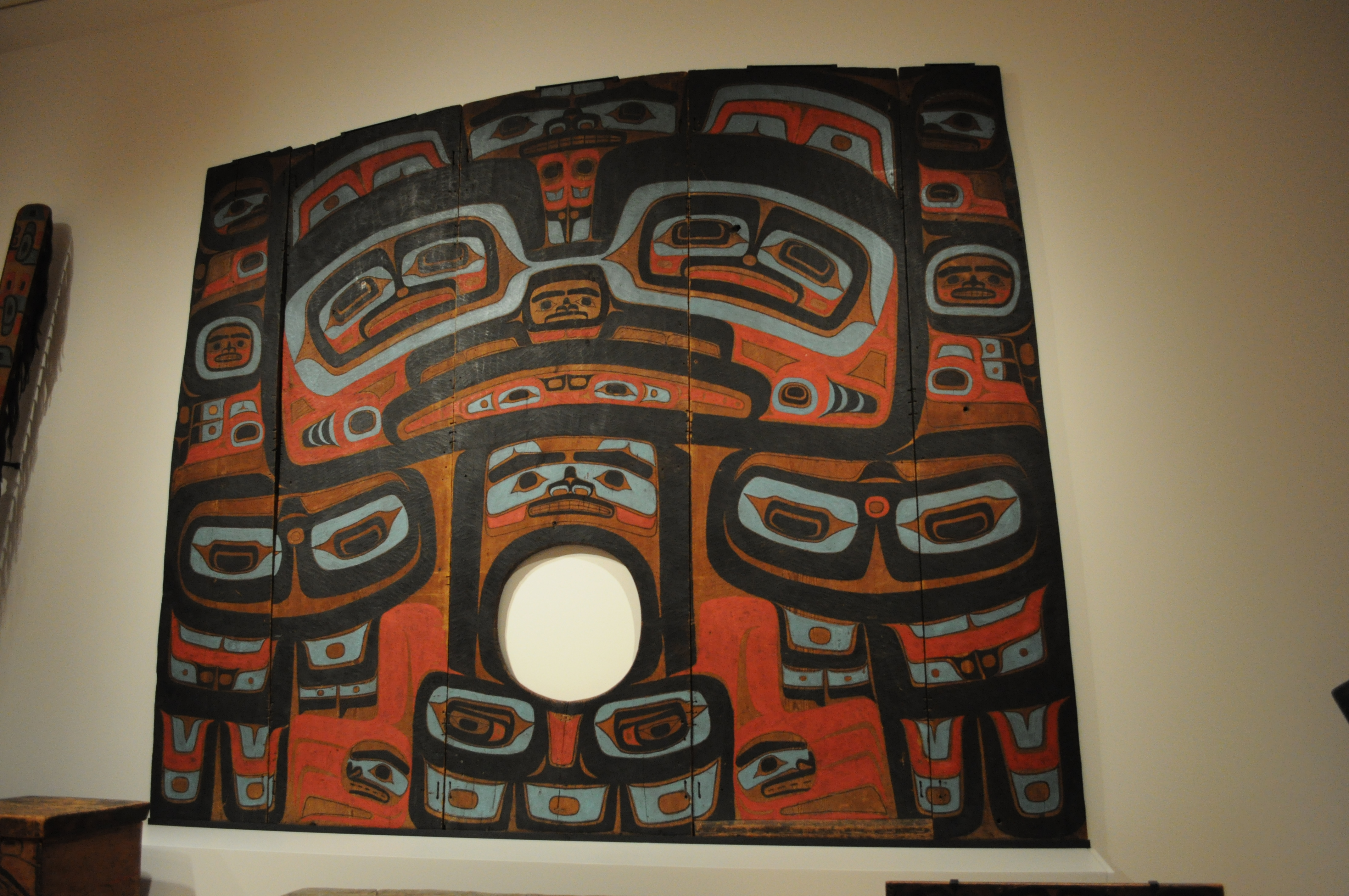
Darstellung eines Raben mittels Ovoiden durch einen Künstler der Tlingit, ca. 1810

Als Ovoid werden eiförmige dreidimensionale Körper bezeichnet. Auch abgerundete Rechtecke oder Trapeze, die in zweidimensionalen Tierdarstellungen oder Darstellungen humanoider Formen der Völker der Nordwestküste Nordamerikas, z. B. der Kwakiutl, Haida und Tlingit eine große Rolle spielen, werden so genannt. Diese auf die Kunst der Nordwestküstenvölker bezogene Begriffsverwendung wurde von Bill Holm geprägt.

## Ovoide in der Kunst der Völker der amerikanischen Nordwestküste

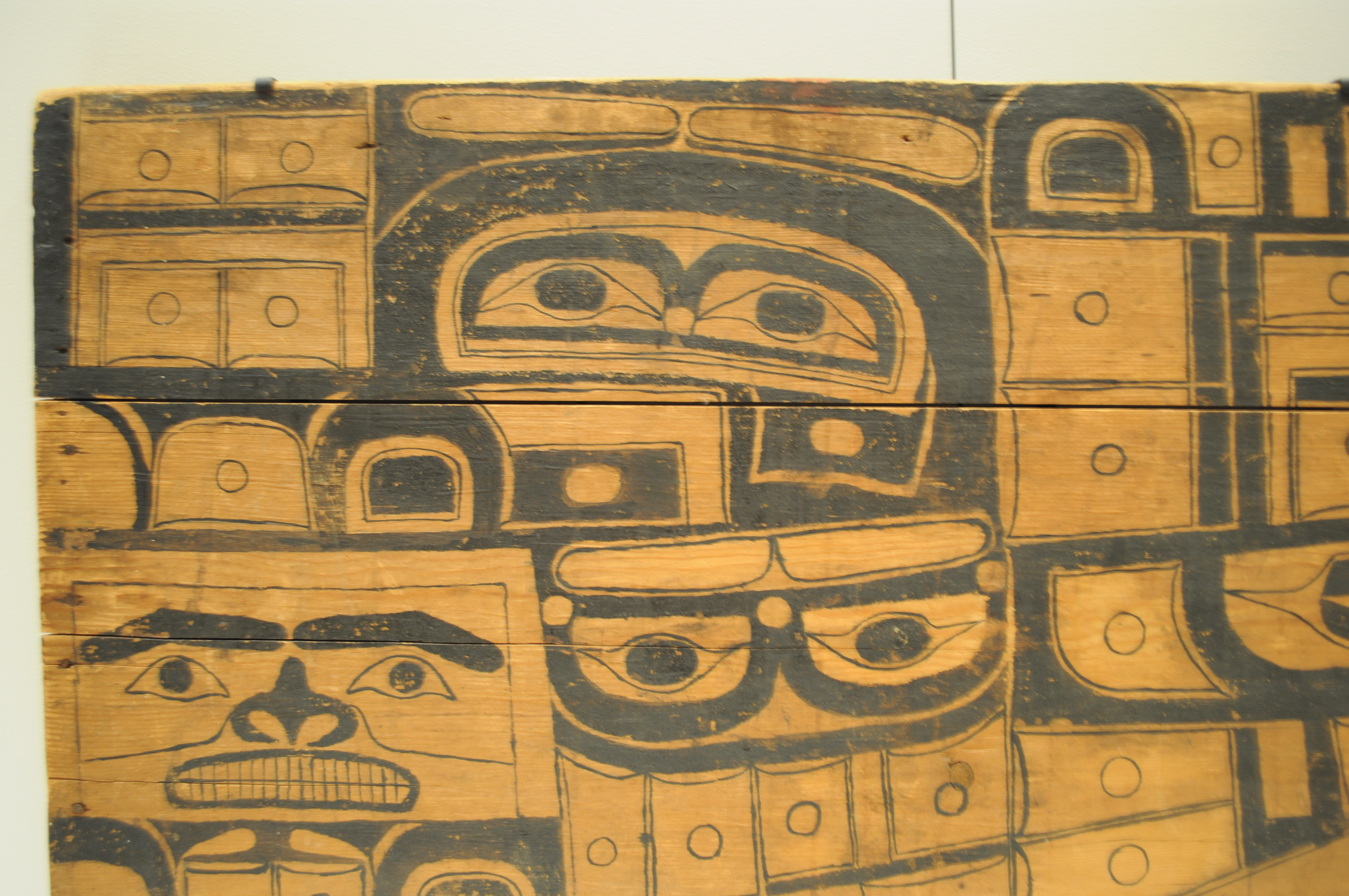
Brett mit Webmustervorlagen, Tlingit, ca. 1880

Es gibt gemalte, geschnitzte und gewebte Ovoide. Gemalt wurde oft mit Pinseln aus Schweineborsten. Die Farbfolge unterliegt festen Regeln.
Gemalte Ovoide sind oben häufig mit dickem schwarzen konvexen Strich (formline) umgeben, unten ist der Strich meist dünner und gerade oder konkav. Die Ovoide haben daher häufig die Gestalt von Augenlidern. Die primäre formline besteht immer aus einer einzigen kontinuierlichen Linie. In deren Inneren befinden sich – oft getrennt durch farblose Aussparungen – farblich (meist rot) abgesetzte sekundäre ovoidale Formlinien, darin oft weitere tertiäre Linien, vor allem in U-Form. 
Ovoide können so mit Gesichtern, Gesichtselementen (Händen, Füßen, Zähnen, Zungen, Ohren usw.) oder anderen Ovoiden gefüllt sein. Tiere werden durch einzelne charakteristische Züge repräsentiert (Adlerschnabel, Biberohr, Bärentatze usw.), was auf eine scharfe Naturbeobachtung in Verbindung mit hoher Abstraktionsfähigkeit schließen lässt, doch werden auch Tierkörper häufig zu einer nichtlinearen Ansammlung von Ovoiden mit einem kompakten Außenumriss dekomponiert (siehe Abbildung). 
Umgekehrt werden Ovoide zu komplexen Mustern zusammengesetzt, die eine Simultanperspektive auf verschiedene Aspekte eines Lebewesens oder einer mythischen Figur erzeugen. Sie können zusammenfließen und/oder sich überlappen. Die negativen Aussparungen in Ovoiden ergeben dabei oft neue Formen. Die Abstraktion der so entstehenden komplexen Motive macht ihre Interpretation schwierig, vielleicht enthalten sie ganze Geschichten.
In der Webkunst werden diese Muster z. T. mit Hilfe von Schablonen erzeugt. Auch bei der Bemalung von Kisten usw. werden gelegentlich Schablonen aus Birkenrinde benutzt.

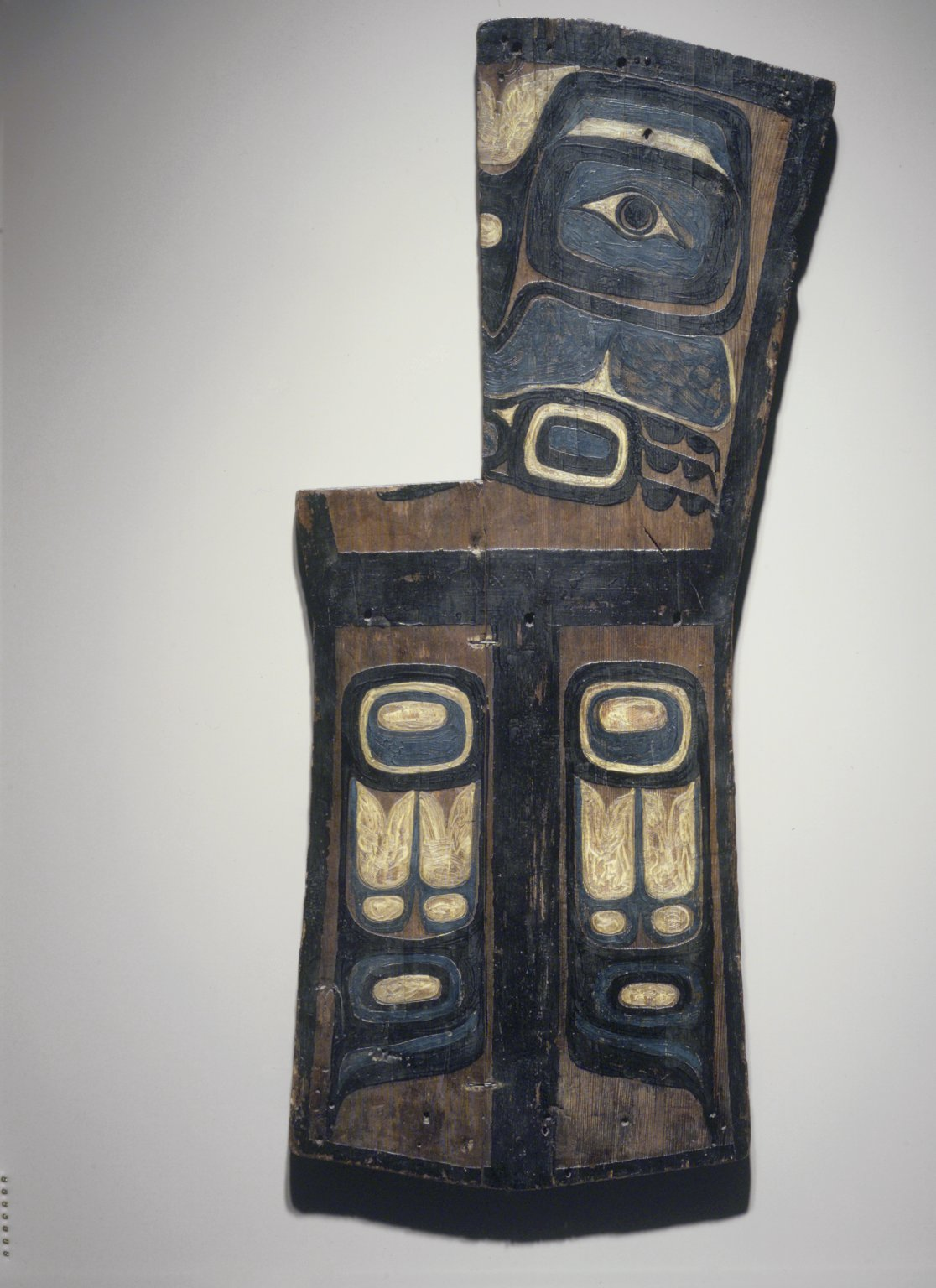
Grabzeichen der Kwakiutl in Form eines Kupferschilds, spätes 19. Jahrhundert, heute im Brooklyn Museum

Ovoide und die anderen typischen Elemente der Nordwestküstenkultur wie Formlinien, gefüllte oder gespaltene U-förmige Flächen oder dicke S- und T-förmige Elemente werden auch als Nordwestküstenalphabet bezeichnet. Die kunstvolle Variation von Ovoid-Darstellungen hat sich in der Malerei der Nordwestküstenvölker bis heute erhalten und stellt eines ihrer „Markenzeichen“ dar.
Franz Boas wies darauf hin, dass die schwungvollen abwechslungsreich rhythmisierten Formlinien Assoziationen an den Tanz erwecken. Claude Lévi-Strauss setzt die immense Fülle der so gestalteten Bildwerke in Relation zu der geringen Bevölkerungsdichte der Region, die unter einem Einwohner pro Quadratkilometer lag. Dies ist möglicherweise auf einen symbolischen Überbietungswettbewerb der Clans zurückzuführen.

## Andere Verwendungen des Ovoids in der Kunst

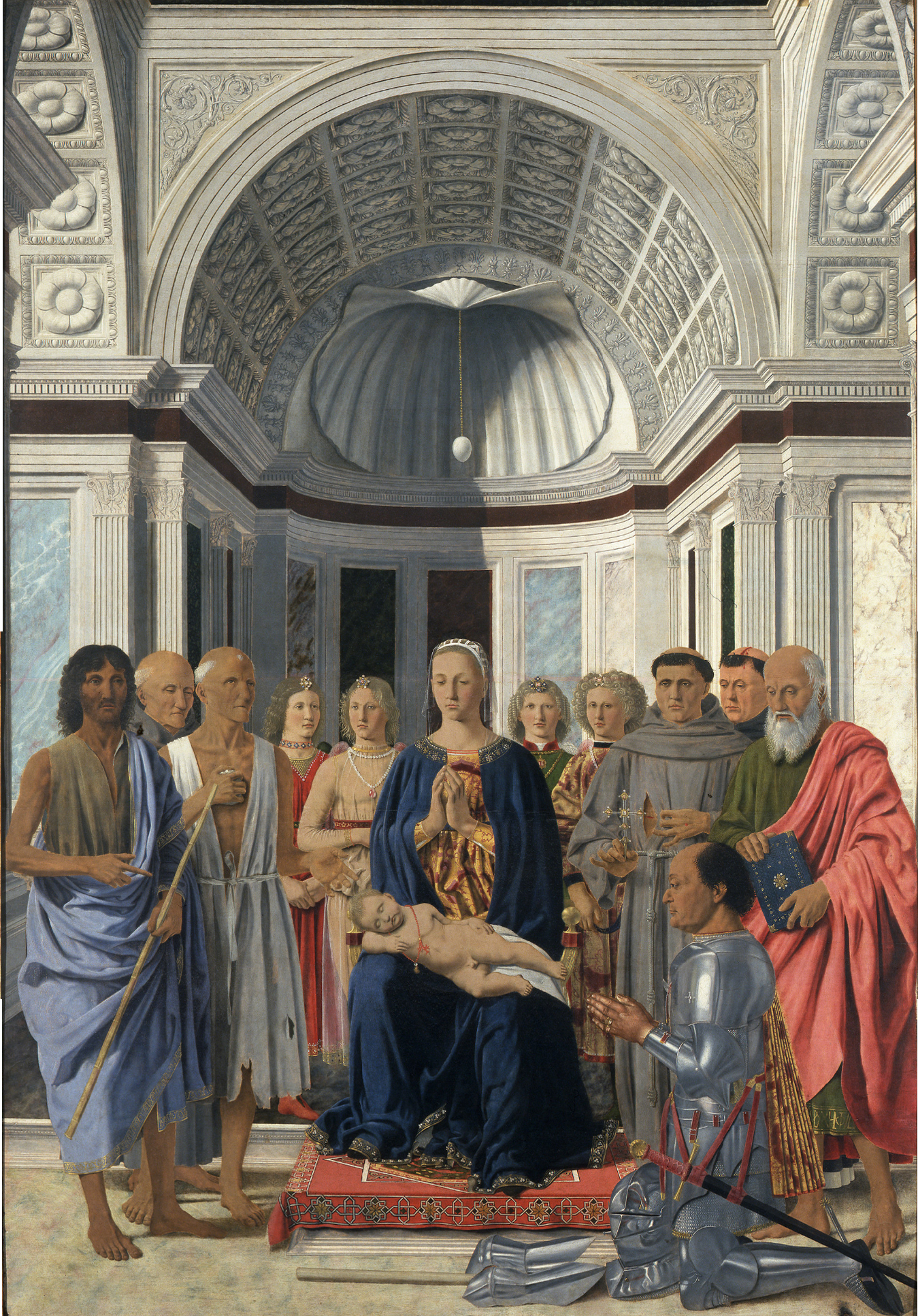
Altarbild des Piero della Francesca mit dem Abbild des Stifters Federico da Montefeltro (um 1472)

Viel diskutiert wurde die Bedeutung des Ovoids auf dem Altarbild Pala Montefeltro des Piero della Francesca. Dabei handelt es sich vermutlich um ein Straußenei. Der Brauch, Straußeneier in Sakralbauten aufzuhängen, ist in der koptischen Kirche seit dem 13. Jahrhundert und ebenfalls bei armenischen, griechisch-orthodoxen, lateinischen und nestorianischen Christen sowie im Islam nachweisbar. Im alten Ägypten diente das Straußenei als Symbol für die Einheit der Welt. Die symbolische Bedeutung im Mittelalter bezog sich wohl auf das Verhalten des Straußenvogels zu seinen Eiern, was als Sinnbild für das Verhältnis des Menschen zu Gott aufgefasst wurde. Das Straußenei wurde auch für Eierorakel verwendet. Später symbolisierte es Geburt, Leben und Auferstehung und fand so Einzug in österliche Bräuche.

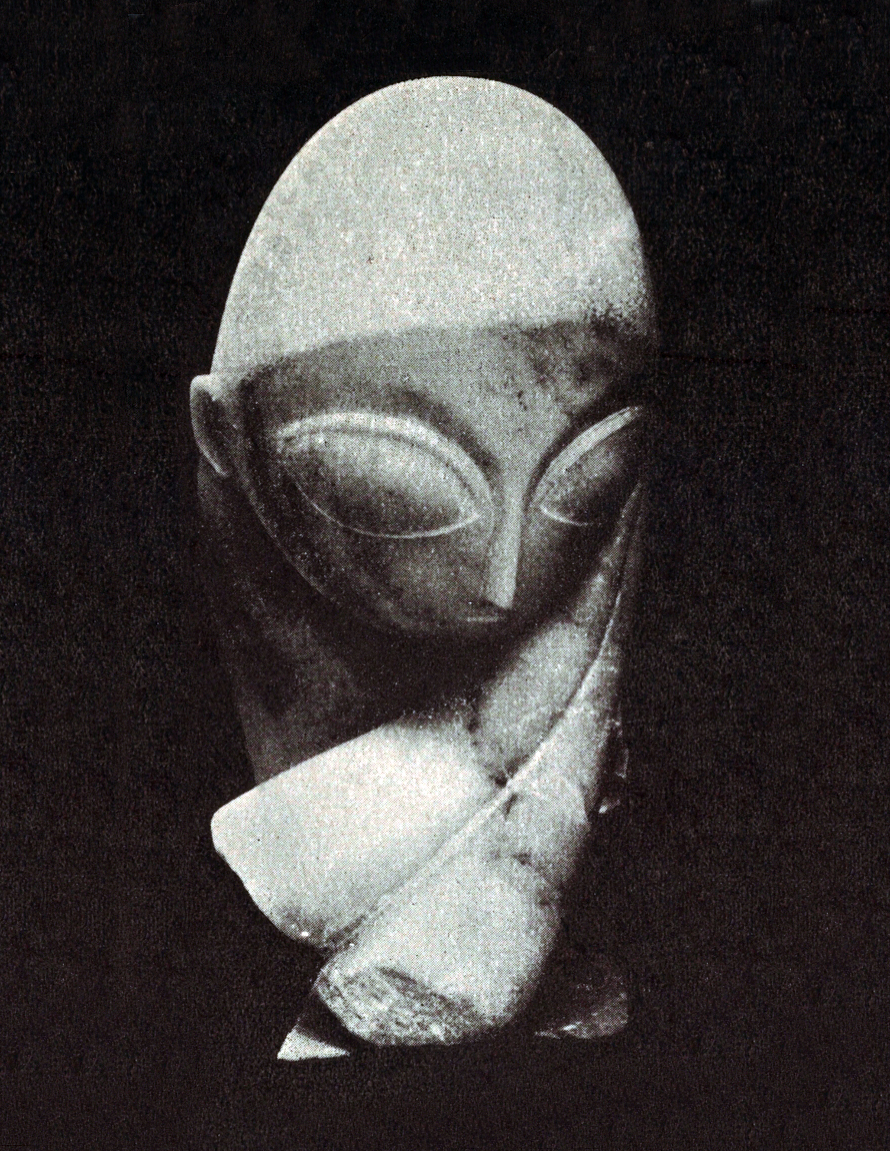
Constantin Brâncuși: Porträt von Mademoiselle Pogany (1912)

Der rumänische Bildhauer Constantin Brâncuși (1876–1957) arbeitete wie andere expressionistische Künstler häufig mit ovoiden Grundformen.
Die Skulptur Komposition aus dem Ovoid von Georges Vantongerloo (1918) besteht aus rechteckigen Holzklötzern und hat nicht die Form eines Ovoids.